# 坪井与
坪井 与（與）（つぼい あたえ、1909年（明治42年）3月23日 - 1992年（平成4年）3月31日）は、日本の映画プロデューサー。満映娯民映画所長、東映専務取締役、東映化学工業社長。

## 経歴
長崎県に生まれる。1926年福岡県中学修猷館、1931年旧制福岡高等学校文科丙類を経て、1934年、東京帝国大学文学部仏文学科を卒業。福岡高校では、一年下級の檀一雄と親友となり、その交友は檀が亡くなるまで続いている。
東大卒業後、満洲日日新聞に勤めた後に、満洲映画協会（満映）に入社。満映の第一回映画作品である『壮志燭天』の原作・監督を務めている。その後、娯民映画所長となり、満映理事長甘粕正彦の片腕として、李香蘭などを起用した数多くの映画の製作を手掛けている。なお、坪井は自ら甘粕派を自認しており、甘粕の葬儀の際には先頭に立って棺を引いた人物でもある。
戦後、東横映画京都撮影所企画部長となり、東横映画が東映となると、東映東京撮影所長となる。この頃、親友檀一雄の異父弟である、高岩震、高岩淡、高岩仁の3人を東映に導いており、高岩淡は後に東映の社長・会長となっている。その後、東映において、1954年、企画製作本部長、1958年、取締役、1962年、常務取締役、1964年、専務取締役を歴任。傍ら、1961年に東映化学工業の取締役となり、1974年に同社の社長に就任する。
1984年、坪井は満映設立の背景から組織の変遷、年ごとのすべての作品の関係者と粗筋を記した『満洲映画協会の回想』を著したが、これが系統性ある初めての満映史資料といわれている。

## 主な製作・企画作品
- 女だけの夜（1947年）
- 金色夜叉（1948年）
- 天皇の帽子（1950年）
- 大菩薩峠 甲源一刀流（1953年）
- 爆音と大地（1957年）
- 忠臣蔵 櫻花の巻・菊花の巻（1959年）
- 親鸞（1960年）
- 赤穂浪士（1961年）